# Museu Municipal de Esposende
O Museu Municipal de Esposende está localizado na cidade portuguesa de Esposende, situada no Distrito de Braga, Região do Norte e sub-região do Cávado. Sua directora é Ivone Maria Moreira Baptista de Magalhães. O edifício foi projectado em 1908, pelo arquitecto Miguel Ventura Terra para albergar o Teatro-Club de Esposende, inaugurado em 1911.
Em 19 de Agosto de 1993 abriu como museu, depois de obras para adaptar à nova função, da responsabilidade do arquitecto Bernardo Ferrão.

## Colecções e património

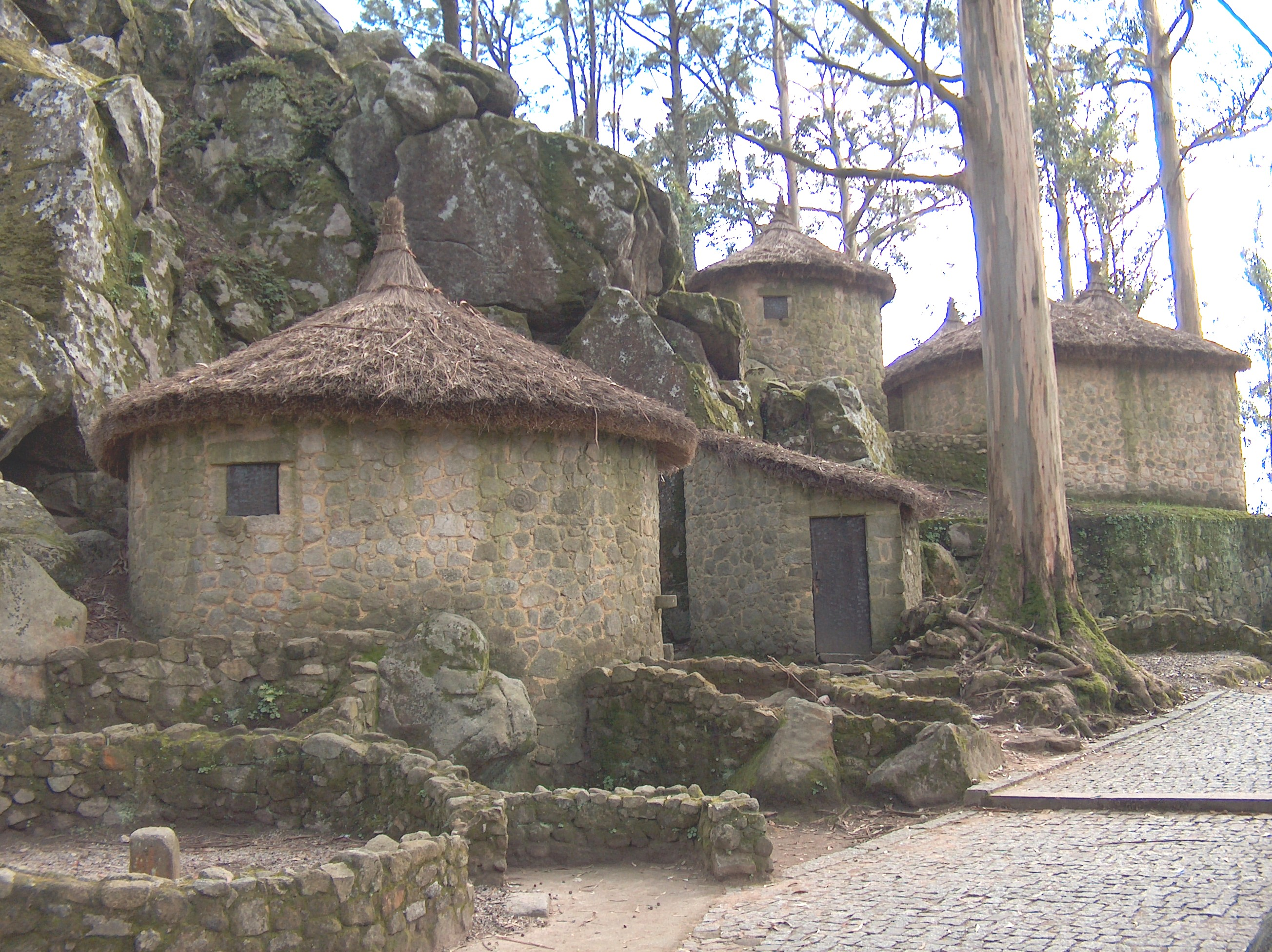
Castro de São Lourenço

O acervo do museu é composto por diversas colecções, sendo a destacar a de arqueologia, que corresponde a uma selecção de materiais exumados em diversas escavações ocorridas no concelho, datados do:
- Paleolítico Superior: Litoral e interior em zonas de depósitos aluvionares e costeiros.
- Megalítico: Dólmen da Portelagem, dólmen do rapido e dólmen da Cerca
- Idade do Bronze: Povoado de Bitarados (Vila Chã)
- Idade do Ferro: Castro de São Lourenço (Vila Chã), Castro do Sr. dos Desamparados (Palmeira de Faro)
- Período Romano: Castro de São Lourenço; Castro do Sr. dos Desamparados; Villa Menendi (Apúlia); Villa Romana e Suevo-visigótica da Agra do Relógio (Antas, S. Paio).
- Idade Média: Cemitério medieval das Barreiras (Fão)